# Élections départementales de 2021 en Haute-Savoie
Les élections départementales de 2021 en Haute-Savoie ont lieu les 20 et 27 juin. Avec plus de 68 % des voix au second tour, la droite menée par Les Républicains manque de peu la majorité absolue des sièges qu'elle détenait jusqu'alors au conseil départemental. Dans le canton d'Annemasse, deux conseillers départementaux divers gauche siègent cependant avec la majorité sortante, permettant à cette dernière de se maintenir.
Martial Saddier est élu président du conseil départemental face à Virginie Duby-Muller, succédant ainsi à Christian Monteil.

## Contexte départemental

### Assemblée départementale sortante
Avant les élections, le conseil départemental de la Haute-Savoie est présidé par Christian Monteil (DVD).
Il comprend 34 conseillers départementaux issus des 17 cantons de la Haute-Savoie.
| Président du conseil départemental   |       |       |      |                                  |
| Christian Monteil (DVD)              |       |       |      |                                  |
| Parti                                | Sigle | Sigle | Élus | Groupes                          |
| Majorité (26 sièges)                 |       |       |      |                                  |
| Les Républicains                     |       | LR    | 10   | Majorité départementale          |
| Divers droite                        |       | DVD   | 8    | Majorité départementale          |
| Union des démocrates et indépendants |       | UDI   | 4    | Majorité départementale          |
| Divers gauche                        |       | DVG   | 2    | Majorité départementale          |
| Mouvement démocrate                  |       | MoDem | 1    | Majorité départementale          |
| Divers centre                        |       | DVC   | 1    | Majorité départementale          |
| Minorité (8 sièges)                  |       |       |      |                                  |
| Les Républicains                     |       | LR    | 3    | Les républicains de Haute-Savoie |
| Les Républicains                     |       | LR    | 3    | Non-inscrits                     |
| Union des démocrates et indépendants |       | UDI   | 1    | Non-inscrits                     |
| La République en marche              |       | LREM  | 1    | Non-inscrits                     |

## Système électoral
Les élections ont lieu au scrutin majoritaire binominal à deux tours. Le système est paritaire : les candidatures sont présentées sous la forme d'un binôme composé d'une femme et d'un homme avec leurs suppléants (une femme et un homme également).
Pour être élu au premier tour, un binôme doit obtenir la majorité absolue des suffrages exprimés et un nombre de suffrages au moins égal à 25 % des électeurs inscrits. Si aucun binôme n'est élu au premier tour, seuls peuvent se présenter au second tour les binômes qui ont obtenu un nombre de suffrages au moins égal à 12,5 % des électeurs inscrits, sans possibilité pour les binômes de fusionner. Est élu au second tour le binôme qui obtient le plus grand nombre de voix.

## Résultats à l'échelle du département

### Résultats par nuances
| Binômes                  | Binômes                              | Binômes                  | Premier tour | Premier tour | Premier tour | Second tour | Second tour   | Second tour | Total | +/-           |  |
| Binômes                  | Binômes                              | Binômes                  | Voix         | %            | Sièges       | Voix        | %             | Sièges      | Total | +/-           |  |
| ------------------------ | ------------------------------------ | ------------------------ | ------------ | ------------ | ------------ | ----------- | ------------- | ----------- | ----- | ------------- |  |
|                          | Divers droite                        | DVD                      | 45 672       | 30,32        | 0            | 45 756      | 30,67         | 14          | 14    | en stagnation |  |
|                          | Rassemblement national               | RN                       | 22 729       | 15,09        | 0            | 2 708       | 1,82          | 0           | 0     | en stagnation |  |
|                          | Les Républicains                     | LR                       | 16 546       | 10,98        | 0            | 21 292      | 14,27         | 6           | 6     | 8             |  |
|                          | Union à droite                       | UD                       | 14 830       | 9,84         | 0            | 17 899      | 12,00         | 6           | 6     | en stagnation |  |
|                          | Union à gauche avec des écologistes  | UGE                      | 11 527       | 7,65         | 0            | 15 956      | 10,69         | 0           | 0     | Nv.           |  |
|                          | Écologiste                           | ECO                      | 8 744        | 5,80         | 0            | 11 063      | 7,42          | 0           | 0     | en stagnation |  |
|                          | Divers gauche                        | DVG                      | 8 020        | 5,32         | 0            | 10 223      | 6,85          | 2           | 2     | 2             |  |
|                          | Union au centre et à droite          | UCD                      | 6 637        | 4,41         | 0            | 12 166      | 8,15          | 4           | 4     | Nv.           |  |
|                          | Union à gauche                       | UG                       | 3 807        | 2,53         | 0            | 7 522       | 5,04          | 0           | 0     | en stagnation |  |
|                          | Parti communiste français            | COM                      | 2 404        | 1,60         | 0            |             |               |             | 0     | Nv.           |  |
|                          | Union du centre                      | UC                       | 2 317        | 1,54         | 0            | 0           | Nv.           |             |       |               |  |
|                          | Union des démocrates et indépendants | UDI                      | 2 107        | 1,40         | 0            | 4 609       | 3,09          | 2           | 2     | 2             |  |
|                          | Gilets jaunes                        | GJ                       | 1 334        | 0,89         | 0            |             |               |             | 0     | Nv.           |  |
|                          | La France insoumise                  | FI                       | 1 124        | 0,75         | 0            | 0           | en stagnation |             |       |               |  |
|                          | Régionaliste                         | REG                      | 690          | 0,46         | 0            | 0           | Nv.           |             |       |               |  |
|                          | Divers                               | DIV                      | 546          | 0,36         | 0            | 0           | Nv.           |             |       |               |  |
|                          | Parti socialiste                     | SOC                      | 337          | 0,22         | 0            | 0           | en stagnation |             |       |               |  |
|                          |                                      |                          |              |              |              |             |               |             |       |               |  |
| Suffrages exprimés       | Suffrages exprimés                   | Suffrages exprimés       | 150 640      | 96,04        |              | 149 194     | 93,92         |             |       |               |  |
| Votes blancs             | Votes blancs                         | Votes blancs             | 4 321        | 2,75         | 6 730        | 4,24        |               |             |       |               |  |
| Votes nuls               | Votes nuls                           | Votes nuls               | 1 889        | 1,20         | 2 928        | 1,84        |               |             |       |               |  |
| Total                    | Total                                | Total                    | 156 850      | 100          | 0            | 158 852     | 100           | 34          | 34    | en stagnation |  |
| Abstentions              | Abstentions                          | Abstentions              | 387 585      | 71,19        |              | 385 649     | 70,83         |             |       |               |  |
| Inscrits / participation | Inscrits / participation             | Inscrits / participation | 544 435      | 28,81        | 544 501      | 29,17       |               |             |       |               |  |

### Élus par canton
| Canton                   | Conseiller Sortant        | Parti | Parti | Conseiller élu            | Parti | Parti |
| ------------------------ | ------------------------- | ----- | ----- | ------------------------- | ----- | ----- |
| Annecy-1                 | François Daviet           |       | LR    | François Daviet           |       | LR    |
| Annecy-1                 | Valérie Gonzo-Massol      |       | UDI   | Valérie Gonzo-Massol      |       | UDI   |
| Annecy-2                 | Myriam Lhuillier          |       | UDI   | Myriam Lhuillier          |       | UDI   |
| Annecy-2                 | Dominique Puthod          |       | UDI   | Dominique Puthod          |       | UDI   |
| Annecy-3                 | François Excoffier        |       | LR    | François Excoffier        |       | LR    |
| Annecy-3                 | Laure Townley-Bazaille    |       | DVD   | Odile Mauris              |       | DVD   |
| Annecy-4                 | Françoise Camusso         |       | LR    | Magali Mugnier            |       | DVD   |
| Annecy-4                 | Vincent Pacoret           |       | UDI   | Lionel Tardy              |       | LR    |
| Annemasse                | Estelle Bouchet           |       | DVG   | Estelle Bouchet           |       | DVG   |
| Annemasse                | Christian Verdonnet       |       | DVG   | Christian Verdonnet       |       | DVG   |
| Bonneville               | Agnès Gay                 |       | LR    | Agnès Gay                 |       | LR    |
| Bonneville               | Raymond Mudry             |       | DVD   | Martial Saddier           |       | LR    |
| Cluses                   | Marie-Antoinette Métral   |       | LR    | Jean-Philippe Mas         |       | LR    |
| Cluses                   | Guy Chavanne              |       | LR    | Marie-Antoinette Métral   |       | LR    |
| Évian-les-Bains          | Josiane Lei               |       | LR    | Josiane Lei               |       | LR    |
| Évian-les-Bains          | Nicolas Rubin             |       | LR    | Nicolas Rubin             |       | LR    |
| Faverges-Seythenex       | Jean-Paul Amoudry         |       | MoDem | Marcel Cattanéo           |       | LR    |
| Faverges-Seythenex       | Sylviane Rey              |       | LR    | Marie-Louise Donzel-Gonet |       | LR    |
| Gaillard                 | Bernard Boccard           |       | LR    | Bernard Boccard           |       | LR    |
| Gaillard                 | Marie-Claire Teppe-Roguet |       | LR    | Marie-Claire Teppe-Roguet |       | LR    |
| Le Mont Blanc            | Jean-Marc Peillex         |       | UDI   | Jean-Marc Peillex         |       | UDI   |
| Le Mont Blanc            | Aurore Termoz             |       | DVC   | Aurore Termoz             |       | DVC   |
| La Roche-sur-Foron       | Denis Duvernay            |       | DVD   | Christelle Petex-Levet    |       | DVD   |
| La Roche-sur-Foron       | Christelle Petex-Levet    |       | DVD   | David Ratsimba            |       | DVD   |
| Rumilly                  | Fabienne Duliège          |       | DVD   | Daniel Déplante           |       | DVD   |
| Rumilly                  | Christian Heison          |       | DVD   | Fabienne Duliège          |       | DVD   |
| Saint-Julien-en-Genevois | Virginie Duby-Muller      |       | LR    | Virginie Duby-Muller      |       | LR    |
| Saint-Julien-en-Genevois | Christian Monteil         |       | DVD   | Gérard Lambert            |       | LR    |
| Sallanches               | Sophie Dion               |       | LR    | Catherine Jullien-Brèches |       | LR    |
| Sallanches               | Georges Morand            |       | LR    | Georges Morand            |       | LR    |
| Sciez                    | Joël Baud-Grasset         |       | LR    | Joël Baud-Grasset         |       | LR    |
| Sciez                    | Chrystelle Beurrier       |       | LR    | Chrystelle Beurrier       |       | LR    |
| Thonon-les-Bains         | Richard Baud              |       | DVD   | Richard Baud              |       | DVD   |
| Thonon-les-Bains         | Patricia Mahut            |       | LREM  | Patricia Mahut            |       | LREM  |

## Résultats par canton
Les binômes sont présentés par ordre décroissant des résultats au premier tour. En cas de victoire au second tour du binôme arrivé en deuxième place au premier, ses résultats sont indiqués en gras.

### Canton d'Annecy-1
| Candidats                | Candidats                | Partis                   | Nuance                   | Premier tour | Premier tour | Second tour | Second tour |
| Candidats                | Candidats                | Partis                   | Nuance                   | Voix         | %            | Voix        | %           |
| ------------------------ | ------------------------ | ------------------------ | ------------------------ | ------------ | ------------ | ----------- | ----------- |
|                          | François Daviet          | LR                       | UCD                      | 2 488        | 29,44        | 4 504       | 53,52       |
|                          | Valérie Gonzo-Massol     | UDI                      | UCD                      | 2 488        | 29,44        | 4 504       | 53,52       |
|                          | Marion Lafarie           | ÉCO                      | UGE                      | 2 150        | 25,44        | 3 911       | 46,48       |
|                          | Emmanuel Lang            | DVG                      | UGE                      | 2 150        | 25,44        | 3 911       | 46,48       |
|                          | Elsa Hoarau              | RN                       | RN                       | 1 480        | 17,51        |             |             |
|                          | Didier Jouffrey          | RN                       | RN                       | 1 480        | 17,51        |             |             |
|                          | Nathalie Naudin          | OF                       | DVD                      | 1 367        | 16,18        |             |             |
|                          | Jean-Louis Toé           | DVD                      | DVD                      | 1 367        | 16,18        |             |             |
|                          | Guillaume Crantelle      | DVG                      | DVG                      | 659          | 7,80         |             |             |
|                          | Claire Lepan             | DVG                      | DVG                      | 659          | 7,80         |             |             |
|                          | David Espic              | GJ                       | GJ                       | 306          | 3,62         |             |             |
|                          | Johanne Sabia            | GJ                       | GJ                       | 306          | 3,62         |             |             |
|                          |                          |                          |                          |              |              |             |             |
| Suffrages exprimés       | Suffrages exprimés       | Suffrages exprimés       | Suffrages exprimés       | 8 450        | 95,77        | 8 415       | 93,24       |
| Votes blancs             | Votes blancs             | Votes blancs             | Votes blancs             | 269          | 3,05         | 431         | 4,78        |
| Votes nuls               | Votes nuls               | Votes nuls               | Votes nuls               | 104          | 1,18         | 179         | 1,98        |
| Total                    | Total                    | Total                    | Total                    | 8 823        | 100          | 9 025       | 100         |
| Abstention               | Abstention               | Abstention               | Abstention               | 22 955       | 72,24        | 22 754      | 71,60       |
| Inscrits / participation | Inscrits / participation | Inscrits / participation | Inscrits / participation | 31 778       | 27,76        | 31 779      | 28,24       |

### Canton d'Annecy-2
| Candidats                | Candidats                | Partis                   | Nuance                   | Premier tour | Premier tour | Second tour | Second tour |
| Candidats                | Candidats                | Partis                   | Nuance                   | Voix         | %            | Voix        | %           |
| ------------------------ | ------------------------ | ------------------------ | ------------------------ | ------------ | ------------ | ----------- | ----------- |
|                          | Myriam Lhuillier         | UDI                      | UDI                      | 2 107        | 28,03        | 4 609       | 60,57       |
|                          | Dominique Puthod         | UDI                      | UDI                      | 2 107        | 28,03        | 4 609       | 60,57       |
|                          | Karine Lamy              | ÉCO                      | ECO                      | 1 841        | 24,49        | 3 000       | 39,43       |
|                          | Pascal Sciabbarrasi      | EÉLV                     | ECO                      | 1 841        | 24,49        | 3 000       | 39,43       |
|                          | Nathalie Lyko            | RN                       | RN                       | 1 133        | 15,07        |             |             |
|                          | Stéphane Polny           | RN                       | RN                       | 1 133        | 15,07        |             |             |
|                          | Valérie Bonnefroy-Vernay | DVD                      | UD                       | 881          | 11,72        |             |             |
|                          | François-Éric Carbonnel  | LR                       | UD                       | 881          | 11,72        |             |             |
|                          | Alain Bexon              | DVD                      | DVD                      | 862          | 11,47        |             |             |
|                          | Servane George Picot     | DVD                      | DVD                      | 862          | 11,47        |             |             |
|                          | Bruno Grange             | DVG                      | DVG                      | 459          | 6,11         |             |             |
|                          | Benédicte Saury          | DVG                      | DVG                      | 459          | 6,11         |             |             |
|                          | Claude Duffour           | GJ                       | GJ                       | 235          | 3,13         |             |             |
|                          | Nadine Veyrat            | GJ                       | GJ                       | 235          | 3,13         |             |             |
|                          |                          |                          |                          |              |              |             |             |
| Suffrages exprimés       | Suffrages exprimés       | Suffrages exprimés       | Suffrages exprimés       | 7 518        | 95,94        | 7 609       | 94,43       |
| Votes blancs             | Votes blancs             | Votes blancs             | Votes blancs             | 228          | 2,91         | 300         | 3,72        |
| Votes nuls               | Votes nuls               | Votes nuls               | Votes nuls               | 90           | 1,15         | 149         | 1,85        |
| Total                    | Total                    | Total                    | Total                    | 7 836        | 100          | 8 058       | 100         |
| Abstention               | Abstention               | Abstention               | Abstention               | 17 928       | 69,59        | 17 708      | 68,73       |
| Inscrits / participation | Inscrits / participation | Inscrits / participation | Inscrits / participation | 25 764       | 30,41        | 25 766      | 31,27       |

### Canton d'Annecy-3
| Candidats                | Candidats                 | Partis                   | Nuance                   | Premier tour | Premier tour | Second tour | Second tour |
| Candidats                | Candidats                 | Partis                   | Nuance                   | Voix         | %            | Voix        | %           |
| ------------------------ | ------------------------- | ------------------------ | ------------------------ | ------------ | ------------ | ----------- | ----------- |
|                          | François Excoffier        | LR                       | UCD                      | 4 149        | 32,60        | 7 662       | 61,25       |
|                          | Odile Mauris              | DVD                      | UCD                      | 4 149        | 32,60        | 7 662       | 61,25       |
|                          | Alexandre Mulatier-Gachet | DVG                      | DVG                      | 2 535        | 19,92        | 4 847       | 38,75       |
|                          | Pascale Paris             | ÉCO                      | DVG                      | 2 535        | 19,92        | 4 847       | 38,75       |
|                          | Christian Anselme         | DVD                      | UD                       | 2 522        | 19,82        |             |             |
|                          | Laure Townley-Bazaille    | DVD                      | UD                       | 2 522        | 19,82        |             |             |
|                          | Heidi Conseil             | RN                       | RN                       | 1 573        | 12,36        |             |             |
|                          | Jean-Luc Fol              | RN                       | RN                       | 1 573        | 12,36        |             |             |
|                          | Alexandre Allegret-Pilot  | DVD                      | DVD                      | 1 135        | 8,92         |             |             |
|                          | Anne de Beauchesne        | DVD                      | DVD                      | 1 135        | 8,92         |             |             |
|                          | Michelle Bosse            | LFI                      | UG                       | 538          | 4,23         |             |             |
|                          | Thierry Pris              | PCF                      | UG                       | 538          | 4,23         |             |             |
|                          | Virginie Châtelain        | GJ                       | GJ                       | 274          | 2,15         |             |             |
|                          | Stéphane Espic            | GJ                       | GJ                       | 274          | 2,15         |             |             |
|                          |                           |                          |                          |              |              |             |             |
| Suffrages exprimés       | Suffrages exprimés        | Suffrages exprimés       | Suffrages exprimés       | 12 726       | 96,75        | 12 509      | 94,27       |
| Votes blancs             | Votes blancs              | Votes blancs             | Votes blancs             | 299          | 2,27         | 499         | 3,76        |
| Votes nuls               | Votes nuls                | Votes nuls               | Votes nuls               | 129          | 0,98         | 261         | 1,97        |
| Total                    | Total                     | Total                    | Total                    | 13 154       | 100          | 13 269      | 100         |
| Abstention               | Abstention                | Abstention               | Abstention               | 27 388       | 67,55        | 27 278      | 67,28       |
| Inscrits / participation | Inscrits / participation  | Inscrits / participation | Inscrits / participation | 40 542       | 32,45        | 40 547      | 32,55       |

### Canton d'Annecy-4
| Candidats                | Candidats                | Partis                   | Nuance                   | Premier tour | Premier tour | Second tour | Second tour |
| Candidats                | Candidats                | Partis                   | Nuance                   | Voix         | %            | Voix        | %           |
| ------------------------ | ------------------------ | ------------------------ | ------------------------ | ------------ | ------------ | ----------- | ----------- |
|                          | Magali Mugnier           | DVD                      | UD                       | 3 234        | 31,18        | 5 897       | 57,84       |
|                          | Lionel Tardy             | LR                       | UD                       | 3 234        | 31,18        | 5 897       | 57,84       |
|                          | Charlène Cardoso         | ÉCO                      | UGE                      | 2 732        | 26,34        | 4 299       | 42,16       |
|                          | François Deschamps       | DVG                      | UGE                      | 2 732        | 26,34        | 4 299       | 42,16       |
|                          | Cécile Monod             | DVC                      | UC                       | 2 317        | 22,34        |             |             |
|                          | Vincent Pacoret          | UDI                      | UC                       | 2 317        | 22,34        |             |             |
|                          | Vincent Lecaillon        | RN                       | RN                       | 1 443        | 13,91        |             |             |
|                          | Béatrice Ducloz          | RN                       | RN                       | 1 443        | 13,91        |             |             |
|                          | Anne-Valérie Duval       | LFI                      | FI                       | 647          | 6,24         |             |             |
|                          | Clément Echene           | LFI                      | FI                       | 647          | 6,24         |             |             |
|                          |                          |                          |                          |              |              |             |             |
| Suffrages exprimés       | Suffrages exprimés       | Suffrages exprimés       | Suffrages exprimés       | 10 373       | 96,42        | 10 196      | 94,29       |
| Votes blancs             | Votes blancs             | Votes blancs             | Votes blancs             | 255          | 2,37         | 403         | 3,73        |
| Votes nuls               | Votes nuls               | Votes nuls               | Votes nuls               | 130          | 1,21         | 214         | 1,99        |
| Total                    | Total                    | Total                    | Total                    | 10 758       | 100          | 10 814      | 100         |
| Abstention               | Abstention               | Abstention               | Abstention               | 25 247       | 70,12        | 25 193      | 69,97       |
| Inscrits / participation | Inscrits / participation | Inscrits / participation | Inscrits / participation | 36 005       | 29,88        | 36 007      | 28,32       |

### Canton d'Annemasse
| Candidats                | Candidats                | Partis                   | Nuance                   | Premier tour | Premier tour | Second tour | Second tour |
| Candidats                | Candidats                | Partis                   | Nuance                   | Voix         | %            | Voix        | %           |
| ------------------------ | ------------------------ | ------------------------ | ------------------------ | ------------ | ------------ | ----------- | ----------- |
|                          | Estelle Bouchet          | DVG                      | DVG                      | 1 524        | 31,38        | 2 706       | 58,11       |
|                          | Christian Verdonnet      | DVG                      | DVG                      | 1 524        | 31,38        | 2 706       | 58,11       |
|                          | Mathieu Loiseau          | DVD                      | DVD                      | 1 055        | 21,72        | 1 951       | 41,89       |
|                          | Géraldine Valette        | DVD                      | DVD                      | 1 055        | 21,72        | 1 951       | 41,89       |
|                          | Kévin Chaleil-Dos Ramos  | RN                       | RN                       | 1 009        | 20,77        |             |             |
|                          | Magalie Luho             | RN                       | RN                       | 1 009        | 20,77        |             |             |
|                          | Kheira Fil               | DVG                      | DVG                      | 792          | 16,31        |             |             |
|                          | Jean-Luc Soulat          | DVG                      | DVG                      | 792          | 16,31        |             |             |
|                          | Yves Derville            | LFI                      | FI                       | 477          | 9,82         |             |             |
|                          | Emily Loby               | LFI                      | FI                       | 477          | 9,82         |             |             |
|                          |                          |                          |                          |              |              |             |             |
| Suffrages exprimés       | Suffrages exprimés       | Suffrages exprimés       | Suffrages exprimés       | 4 857        | 95,89        | 4 657       | 90,92       |
| Votes blancs             | Votes blancs             | Votes blancs             | Votes blancs             | 141          | 2,78         | 330         | 6,44        |
| Votes nuls               | Votes nuls               | Votes nuls               | Votes nuls               | 67           | 1,32         | 135         | 2,64        |
| Total                    | Total                    | Total                    | Total                    | 5 065        | 100          | 5 132       | 100         |
| Abstention               | Abstention               | Abstention               | Abstention               | 18 734       | 78,72        | 18 682      | 78,48       |
| Inscrits / participation | Inscrits / participation | Inscrits / participation | Inscrits / participation | 23 799       | 21,28        | 23 804      | 21,52       |

### Canton de Bonneville
| Candidats                | Candidats                 | Partis                   | Nuance                   | Premier tour | Premier tour | Second tour | Second tour |
| Candidats                | Candidats                 | Partis                   | Nuance                   | Voix         | %            | Voix        | %           |
| ------------------------ | ------------------------- | ------------------------ | ------------------------ | ------------ | ------------ | ----------- | ----------- |
|                          | Agnès Gay                 | LR                       | LR                       | 6 597        | 63,29        | 8 083       | 76,06       |
|                          | Martial Saddier           | LR                       | LR                       | 6 597        | 63,29        | 8 083       | 76,06       |
|                          | Marie-Laure Montbroussous | PCF                      | UG                       | 2 072        | 19,88        | 2 544       | 23,94       |
|                          | Jean-Jacques Vinurel      | PS                       | UG                       | 2 072        | 19,88        | 2 544       | 23,94       |
|                          | Karl Aoun                 | RN                       | RN                       | 1 755        | 16,84        |             |             |
|                          | Aude Dubernard            | RN                       | RN                       | 1 755        | 16,84        |             |             |
|                          |                           |                          |                          |              |              |             |             |
| Suffrages exprimés       | Suffrages exprimés        | Suffrages exprimés       | Suffrages exprimés       | 10 424       | 96,83        | 10 627      | 94,82       |
| Votes blancs             | Votes blancs              | Votes blancs             | Votes blancs             | 238          | 2,21         | 386         | 3,44        |
| Votes nuls               | Votes nuls                | Votes nuls               | Votes nuls               | 103          | 0,96         | 194         | 1,73        |
| Total                    | Total                     | Total                    | Total                    | 10 765       | 100          | 11 207      | 100         |
| Abstention               | Abstention                | Abstention               | Abstention               | 27 454       | 71,83        | 27 018      | 70,68       |
| Inscrits / participation | Inscrits / participation  | Inscrits / participation | Inscrits / participation | 38 219       | 28,17        | 38 225      | 29,32       |

### Canton de Cluses
| Candidats                | Candidats                | Partis                   | Nuance                   | Premier tour | Premier tour | Second tour | Second tour |
| Candidats                | Candidats                | Partis                   | Nuance                   | Voix         | %            | Voix        | %           |
| ------------------------ | ------------------------ | ------------------------ | ------------------------ | ------------ | ------------ | ----------- | ----------- |
|                          | Jean-Philippe Mas        | LR                       | DVD                      | 4 156        | 44,41        | 5 098       | 51,27       |
|                          | Marie-Antoinette Métral  | LR                       | DVD                      | 4 156        | 44,41        | 5 098       | 51,27       |
|                          | Stéphane Bouvet          | DVD                      | DVD                      | 3 663        | 39,14        | 4 845       | 48,73       |
|                          | Chantal Vannson          | DVD                      | DVD                      | 3 663        | 39,14        | 4 845       | 48,73       |
|                          | Lucie Hugard             | RN                       | RN                       | 1 540        | 16,45        |             |             |
|                          | Denis Marchand           | RN                       | RN                       | 1 540        | 16,45        |             |             |
|                          |                          |                          |                          |              |              |             |             |
| Suffrages exprimés       | Suffrages exprimés       | Suffrages exprimés       | Suffrages exprimés       | 9 359        | 95,44        | 9 943       | 94,25       |
| Votes blancs             | Votes blancs             | Votes blancs             | Votes blancs             | 332          | 3,39         | 439         | 4,16        |
| Votes nuls               | Votes nuls               | Votes nuls               | Votes nuls               | 115          | 1,17         | 168         | 1,59        |
| Total                    | Total                    | Total                    | Total                    | 9 806        | 100          | 10 550      | 100         |
| Abstention               | Abstention               | Abstention               | Abstention               | 24 368       | 71,31        | 23 626      | 69,13       |
| Inscrits / participation | Inscrits / participation | Inscrits / participation | Inscrits / participation | 34 174       | 28,69        | 34 176      | 30,87       |

### Canton d'Évian-les-Bains
| Candidats                | Candidats                | Partis                   | Nuance                   | Premier tour | Premier tour | Second tour | Second tour |
| Candidats                | Candidats                | Partis                   | Nuance                   | Voix         | %            | Voix        | %           |
| ------------------------ | ------------------------ | ------------------------ | ------------------------ | ------------ | ------------ | ----------- | ----------- |
|                          | Josiane Lei              | LR                       | LR                       | 6 743        | 62,07        | 7 835       | 74,58       |
|                          | Nicolas Rubin            | LR                       | LR                       | 6 743        | 62,07        | 7 835       | 74,58       |
|                          | Charlotte Deschamp       | DVG                      | DVG                      | 2 051        | 18,88        | 2 670       | 25,42       |
|                          | Jean-Philippe Robert     | PCF                      | DVG                      | 2 051        | 18,88        | 2 670       | 25,42       |
|                          | Patrick Jarrier          | RN                       | RN                       | 1 524        | 14,03        |             |             |
|                          | Antoinette Vera          | RN                       | RN                       | 1 524        | 14,03        |             |             |
|                          | Yoann Conchon            | SE                       | DIV                      | 546          | 5,03         |             |             |
|                          | Tania Roux               | SE                       | DIV                      | 546          | 5,03         |             |             |
|                          |                          |                          |                          |              |              |             |             |
| Suffrages exprimés       | Suffrages exprimés       | Suffrages exprimés       | Suffrages exprimés       | 10 864       | 96,21        | 10 505      | 94,50       |
| Votes blancs             | Votes blancs             | Votes blancs             | Votes blancs             | 288          | 2,55         | 397         | 3,57        |
| Votes nuls               | Votes nuls               | Votes nuls               | Votes nuls               | 140          | 1,24         | 214         | 1,93        |
| Total                    | Total                    | Total                    | Total                    | 11 292       | 100          | 11 116      | 100         |
| Abstention               | Abstention               | Abstention               | Abstention               | 24 514       | 68,46        | 24 695      | 68,96       |
| Inscrits / participation | Inscrits / participation | Inscrits / participation | Inscrits / participation | 35 806       | 31,54        | 35 811      | 31,04       |

### Canton de Faverges-Seythenex
| Candidats                | Candidats                   | Partis                   | Nuance                   | Premier tour | Premier tour | Second tour | Second tour |
| Candidats                | Candidats                   | Partis                   | Nuance                   | Voix         | %            | Voix        | %           |
| ------------------------ | --------------------------- | ------------------------ | ------------------------ | ------------ | ------------ | ----------- | ----------- |
|                          | Marcel Cattanéo             | LR                       | LR                       | 3 206        | 31,72        | 5 374       | 54,78       |
|                          | Marie-Louise Donzel-Gonet   | LR                       | LR                       | 3 206        | 31,72        | 5 374       | 54,78       |
|                          | Gérard Fournier-Bidoz       | EÉLV                     | UGE                      | 2 708        | 26,79        | 4 436       | 45,22       |
|                          | Jeannie Tremblay-Guettet    | EÉLV                     | UGE                      | 2 708        | 26,79        | 4 436       | 45,22       |
|                          | Catherine Pessey-Magnifique | DVD                      | DVD                      | 2 311        | 22,87        |             |             |
|                          | Philippe Prud'homme         | DVD                      | DVD                      | 2 311        | 22,87        |             |             |
|                          | Fabienne Nanche             | RN                       | RN                       | 1 363        | 13,49        |             |             |
|                          | Franck Zorel                | RN                       | RN                       | 1 363        | 13,49        |             |             |
|                          | Françoise Jallet            | GJ                       | GJ                       | 519          | 5,14         |             |             |
|                          | Marc Lachenal               | GJ                       | GJ                       | 519          | 5,14         |             |             |
|                          |                             |                          |                          |              |              |             |             |
| Suffrages exprimés       | Suffrages exprimés          | Suffrages exprimés       | Suffrages exprimés       | 10 107       | 95,95        | 9 810       | 92,16       |
| Votes blancs             | Votes blancs                | Votes blancs             | Votes blancs             | 275          | 2,61         | 607         | 5,70        |
| Votes nuls               | Votes nuls                  | Votes nuls               | Votes nuls               | 152          | 1,44         | 227         | 2,13        |
| Total                    | Total                       | Total                    | Total                    | 10 534       | 100          | 10 644      | 100         |
| Abstention               | Abstention                  | Abstention               | Abstention               | 20 623       | 66,19        | 20 515      | 65,84       |
| Inscrits / participation | Inscrits / participation    | Inscrits / participation | Inscrits / participation | 31 157       | 33,81        | 31 160      | 34,16       |

### Canton de Gaillard
| Candidats                | Candidats                 | Partis                   | Nuance                   | Premier tour | Premier tour | Second tour | Second tour |
| Candidats                | Candidats                 | Partis                   | Nuance                   | Voix         | %            | Voix        | %           |
| ------------------------ | ------------------------- | ------------------------ | ------------------------ | ------------ | ------------ | ----------- | ----------- |
|                          | Bernard Boccard           | LR                       | DVD                      | 3 392        | 58,90        | 4 231       | 75,31       |
|                          | Marie-Claire Teppe-Roguet | LR                       | DVD                      | 3 392        | 58,90        | 4 231       | 75,31       |
|                          | Anne Favrelle             | PS                       | UG                       | 1 197        | 20,78        | 1 387       | 24,69       |
|                          | Guy Magliocco             | PCF                      | UG                       | 1 197        | 20,78        | 1 387       | 24,69       |
|                          | Nathalie Germano          | RN                       | RN                       | 1 170        | 20,32        |             |             |
|                          | Jason Policnik            | RN                       | RN                       | 1 170        | 20,32        |             |             |
|                          |                           |                          |                          |              |              |             |             |
| Suffrages exprimés       | Suffrages exprimés        | Suffrages exprimés       | Suffrages exprimés       | 5 759        | 96,13        | 5 618       | 93,96       |
| Votes blancs             | Votes blancs              | Votes blancs             | Votes blancs             | 162          | 2,70         | 255         | 4,26        |
| Votes nuls               | Votes nuls                | Votes nuls               | Votes nuls               | 70           | 1,17         | 106         | 1,77        |
| Total                    | Total                     | Total                    | Total                    | 5 991        | 100          | 5 979       | 100         |
| Abstention               | Abstention                | Abstention               | Abstention               | 17 381       | 74,37        | 17 404      | 74,43       |
| Inscrits / participation | Inscrits / participation  | Inscrits / participation | Inscrits / participation | 23 372       | 25,63        | 23 383      | 25,57       |

### Canton du Mont-Blanc
| Candidats                | Candidats                | Partis                   | Nuance                   | Premier tour | Premier tour | Second tour | Second tour |
| Candidats                | Candidats                | Partis                   | Nuance                   | Voix         | %            | Voix        | %           |
| ------------------------ | ------------------------ | ------------------------ | ------------------------ | ------------ | ------------ | ----------- | ----------- |
|                          | Jean-Marc Peillex        | UDI                      | DVD                      | 5 781        | 86,85        | 6 048       | 88,98       |
|                          | Aurore Termoz            | DVC                      | DVD                      | 5 781        | 86,85        | 6 048       | 88,98       |
|                          | Céline Bécu              | RN                       | RN                       | 875          | 13,15        | 749         | 11,02       |
|                          | Stéphane Monard          | RN                       | RN                       | 875          | 13,15        | 749         | 11,02       |
|                          |                          |                          |                          |              |              |             |             |
| Suffrages exprimés       | Suffrages exprimés       | Suffrages exprimés       | Suffrages exprimés       | 6 656        | 91,38        | 6 797       | 91,35       |
| Votes blancs             | Votes blancs             | Votes blancs             | Votes blancs             | 473          | 6,49         | 467         | 6,28        |
| Votes nuls               | Votes nuls               | Votes nuls               | Votes nuls               | 155          | 2,13         | 177         | 2,38        |
| Total                    | Total                    | Total                    | Total                    | 7 284        | 100          | 7 441       | 100         |
| Abstention               | Abstention               | Abstention               | Abstention               | 17 843       | 71,01        | 17 688      | 70,39       |
| Inscrits / participation | Inscrits / participation | Inscrits / participation | Inscrits / participation | 25 127       | 28,99        | 25 129      | 29,61       |

### Canton de La Roche-sur-Foron
| Candidats                | Candidats                | Partis                   | Nuance                   | Premier tour | Premier tour | Second tour | Second tour |
| Candidats                | Candidats                | Partis                   | Nuance                   | Voix         | %            | Voix        | %           |
| ------------------------ | ------------------------ | ------------------------ | ------------------------ | ------------ | ------------ | ----------- | ----------- |
|                          | Christelle Petex-Levet   | DVD                      | DVD                      | 5 100        | 51,28        | 6 861       | 67,46       |
|                          | David Ratsimba           | DVD                      | DVD                      | 5 100        | 51,28        | 6 861       | 67,46       |
|                          | Julien Deprez            | PS                       | UGE                      | 2 256        | 22,68        | 3 410       | 32,54       |
|                          | Mathilde Laroussi        | EÉLV                     | UGE                      | 2 256        | 22,68        | 3 410       | 32,54       |
|                          | Florence Boutoille       | RN                       | RN                       | 1 321        | 13,28        |             |             |
|                          | Pascal Lavillat          | RN                       | RN                       | 1 321        | 13,28        |             |             |
|                          | Antoine Armand           | DVC                      | UCG                      | 1 269        | 12,76        |             |             |
|                          | Yvette Ramos             | DVC                      | UCG                      | 1 269        | 12,76        |             |             |
|                          |                          |                          |                          |              |              |             |             |
| Suffrages exprimés       | Suffrages exprimés       | Suffrages exprimés       | Suffrages exprimés       | 9 946        | 96,62        | 10 171      | 95,23       |
| Votes blancs             | Votes blancs             | Votes blancs             | Votes blancs             | 249          | 2,42         | 334         | 3,13        |
| Votes nuls               | Votes nuls               | Votes nuls               | Votes nuls               | 99           | 0,96         | 175         | 1,64        |
| Total                    | Total                    | Total                    | Total                    | 10 294       | 100          | 10 680      | 100         |
| Abstention               | Abstention               | Abstention               | Abstention               | 26 172       | 71,77        | 25 764      | 70,69       |
| Inscrits / participation | Inscrits / participation | Inscrits / participation | Inscrits / participation | 36 466       | 28,23        | 36 444      | 29,31       |

### Canton de Rumilly
| Candidats                | Candidats                    | Partis                   | Nuance                   | Premier tour | Premier tour | Second tour | Second tour |
| Candidats                | Candidats                    | Partis                   | Nuance                   | Voix         | %            | Voix        | %           |
| ------------------------ | ---------------------------- | ------------------------ | ------------------------ | ------------ | ------------ | ----------- | ----------- |
|                          | Daniel Déplante              | DVD                      | UD                       | 3 691        | 40,82        | 6 520       | 76,90       |
|                          | Fabienne Duliège             | DVD                      | UD                       | 3 691        | 40,82        | 6 520       | 76,90       |
|                          | Nolhan Conseil               | RN                       | RN                       | 1 732        | 19,15        | 1 959       | 23,10       |
|                          | Pauline Farges               | RN                       | RN                       | 1 732        | 19,15        | 1 959       | 23,10       |
|                          | Pierre-Emmanuel Litaize      | EÉLV                     | UGE                      | 1 681        | 18,59        |             |             |
|                          | Heïdi Pinet                  | PCF                      | UGE                      | 1 681        | 18,59        |             |             |
|                          | Philippe Hector              | DVD                      | DVD                      | 1 249        | 13,81        |             |             |
|                          | Laurence Machenaud           | DVD                      | DVD                      | 1 249        | 13,81        |             |             |
|                          | William Girard-Desprolet     | MRS                      | REG                      | 690          | 7,63         |             |             |
|                          | Véronique Palmier-Dupassieux | MRS                      | REG                      | 690          | 7,63         |             |             |
|                          |                              |                          |                          |              |              |             |             |
| Suffrages exprimés       | Suffrages exprimés           | Suffrages exprimés       | Suffrages exprimés       | 9 043        | 95,71        | 8 479       | 91,44       |
| Votes blancs             | Votes blancs                 | Votes blancs             | Votes blancs             | 308          | 3,26         | 616         | 6,64        |
| Votes nuls               | Votes nuls                   | Votes nuls               | Votes nuls               | 97           | 1,03         | 178         | 1,92        |
| Total                    | Total                        | Total                    | Total                    | 9 448        | 100          | 9 273       | 100         |
| Abstention               | Abstention                   | Abstention               | Abstention               | 23 239       | 71,10        | 23 421      | 71,64       |
| Inscrits / participation | Inscrits / participation     | Inscrits / participation | Inscrits / participation | 32 687       | 28,90        | 32 694      | 28,36       |

### Canton de Saint-Julien-en-Genevois
| Candidats                | Candidats                | Partis                   | Nuance                   | Premier tour | Premier tour | Second tour | Second tour |
| Candidats                | Candidats                | Partis                   | Nuance                   | Voix         | %            | Voix        | %           |
| ------------------------ | ------------------------ | ------------------------ | ------------------------ | ------------ | ------------ | ----------- | ----------- |
|                          | Virginie Duby-Muller     | LR                       | DVD                      | 6 390        | 61,59        | 7 077       | 69,79       |
|                          | Gérard Lambert           | LR                       | DVD                      | 6 390        | 61,59        | 7 077       | 69,79       |
|                          | Arnaud Blanchard         | EÉLV                     | ECO                      | 2 711        | 26,13        | 3 065       | 30,21       |
|                          | Camille Crespeau         | DVG                      | ECO                      | 2 711        | 26,13        | 3 065       | 30,21       |
|                          | Pascale Hugon            | RN                       | RN                       | 1 274        | 12,28        |             |             |
|                          | Emmanuel Renard          | RN                       | RN                       | 1 274        | 12,28        |             |             |
|                          |                          |                          |                          |              |              |             |             |
| Suffrages exprimés       | Suffrages exprimés       | Suffrages exprimés       | Suffrages exprimés       | 10 375       | 97,22        | 10 141      | 96,31       |
| Votes blancs             | Votes blancs             | Votes blancs             | Votes blancs             | 177          | 1,66         | 272         | 2,58        |
| Votes nuls               | Votes nuls               | Votes nuls               | Votes nuls               | 120          | 1,12         | 117         | 1,11        |
| Total                    | Total                    | Total                    | Total                    | 10 672       | 100          | 10 530      | 100         |
| Abstention               | Abstention               | Abstention               | Abstention               | 25 954       | 70,86        | 26 103      | 71,26       |
| Inscrits / participation | Inscrits / participation | Inscrits / participation | Inscrits / participation | 36 626       | 29,14        | 36 633      | 28,74       |

### Canton de Sallanches
| Candidats                | Candidats                 | Partis                   | Nuance                   | Premier tour | Premier tour | Second tour | Second tour |
| Candidats                | Candidats                 | Partis                   | Nuance                   | Voix         | %            | Voix        | %           |
| ------------------------ | ------------------------- | ------------------------ | ------------------------ | ------------ | ------------ | ----------- | ----------- |
|                          | Catherine Jullien-Brèches | DVD                      | DVD                      | 3 362        | 52,37        | 4 066       | 64,98       |
|                          | Georges Morand            | LR                       | DVD                      | 3 362        | 52,37        | 4 066       | 64,98       |
|                          | Benoît Blum               | EÉLV                     | ECO                      | 1 619        | 25,22        | 2 191       | 35,02       |
|                          | Josée Serasset-Krempp     | EÉLV                     | ECO                      | 1 619        | 25,22        | 2 191       | 35,02       |
|                          | Emma David                | RN                       | RN                       | 1 102        | 17,17        |             |             |
|                          | Christian Pernin          | RN                       | RN                       | 1 102        | 17,17        |             |             |
|                          | Patricia Longomozino      | PS                       | SOC                      | 337          | 5,25         |             |             |
|                          | Hakim Malki               | PS                       | SOC                      | 337          | 5,25         |             |             |
|                          |                           |                          |                          |              |              |             |             |
| Suffrages exprimés       | Suffrages exprimés        | Suffrages exprimés       | Suffrages exprimés       | 6 420        | 95,74        | 6 257       | 93,47       |
| Votes blancs             | Votes blancs              | Votes blancs             | Votes blancs             | 188          | 2,80         | 317         | 4,74        |
| Votes nuls               | Votes nuls                | Votes nuls               | Votes nuls               | 98           | 1,46         | 120         | 1,79        |
| Total                    | Total                     | Total                    | Total                    | 6 706        | 100          | 6 694       | 100         |
| Abstention               | Abstention                | Abstention               | Abstention               | 17 740       | 72,57        | 17 759      | 72,63       |
| Inscrits / participation | Inscrits / participation  | Inscrits / participation | Inscrits / participation | 24 446       | 27,43        | 24 453      | 27,37       |

### Canton de Sciez
| Candidats                | Candidats                | Partis                   | Nuance                   | Premier tour | Premier tour | Second tour | Second tour |
| Candidats                | Candidats                | Partis                   | Nuance                   | Voix         | %            | Voix        | %           |
| ------------------------ | ------------------------ | ------------------------ | ------------------------ | ------------ | ------------ | ----------- | ----------- |
|                          | Joël Baud-Grasset        | LR                       | UD                       | 4 502        | 53,35        | 5 482       | 66,13       |
|                          | Chrystelle Beurrier      | LR                       | UD                       | 4 502        | 53,35        | 5 482       | 66,13       |
|                          | Manuela Lambert          | DVG                      | ECO                      | 2 573        | 30,49        | 2 808       | 33,87       |
|                          | Francis Morin            | EÉLV                     | ECO                      | 2 573        | 30,49        | 2 808       | 33,87       |
|                          | Jean Benoît-Gonin        | RN                       | RN                       | 1 364        | 16,16        |             |             |
|                          | Martine Suchetet         | RN                       | RN                       | 1 364        | 16,16        |             |             |
|                          |                          |                          |                          |              |              |             |             |
| Suffrages exprimés       | Suffrages exprimés       | Suffrages exprimés       | Suffrages exprimés       | 8 439        | 96,58        | 8 290       | 95,30       |
| Votes blancs             | Votes blancs             | Votes blancs             | Votes blancs             | 206          | 2,36         | 284         | 3,26        |
| Votes nuls               | Votes nuls               | Votes nuls               | Votes nuls               | 93           | 1,06         | 125         | 1,44        |
| Total                    | Total                    | Total                    | Total                    | 8 738        | 100          | 8 699       | 100         |
| Abstention               | Abstention               | Abstention               | Abstention               | 24 082       | 73,38        | 24 130      | 73,50       |
| Inscrits / participation | Inscrits / participation | Inscrits / participation | Inscrits / participation | 32 820       | 26,62        | 32 829      | 26,50       |

### Canton de Thonon-les-Bains
| Candidats                | Candidats                | Partis                   | Nuance                   | Premier tour | Premier tour | Second tour | Second tour |
| Candidats                | Candidats                | Partis                   | Nuance                   | Voix         | %            | Voix        | %           |
| ------------------------ | ------------------------ | ------------------------ | ------------------------ | ------------ | ------------ | ----------- | ----------- |
|                          | Richard Baud             | DVD                      | DVD                      | 2 601        | 27,90        | 5 579       | 60,84       |
|                          | Patricia Mahut           | LREM                     | DVD                      | 2 601        | 27,90        | 5 579       | 60,84       |
|                          | Sophie Parra d'Andert    | DVG                      | UG                       | 2 404        | 25,78        | 3 591       | 39,16       |
|                          | Michel Vuillaume         | PCF                      | UG                       | 2 404        | 25,78        | 3 591       | 39,16       |
|                          | Astrid Baud-Roche        | DVD                      | DVD                      | 2 301        | 24,68        |             |             |
|                          | Joseph Déage             | DVD                      | DVD                      | 2 301        | 24,68        |             |             |
|                          | David Fabretto           | RN                       | RN                       | 1 071        | 11,49        |             |             |
|                          | Janine Vaillant          | RN                       | RN                       | 1 071        | 11,49        |             |             |
|                          | Jean-Christophe Bernaz   | DVD                      | DVD                      | 947          | 10,16        |             |             |
|                          | Muriell Dominguez        | DVD                      | DVD                      | 947          | 10,16        |             |             |
|                          |                          |                          |                          |              |              |             |             |
| Suffrages exprimés       | Suffrages exprimés       | Suffrages exprimés       | Suffrages exprimés       | 9 324        | 96,28        | 9 170       | 94,04       |
| Votes blancs             | Votes blancs             | Votes blancs             | Votes blancs             | 233          | 2,41         | 393         | 4,03        |
| Votes nuls               | Votes nuls               | Votes nuls               | Votes nuls               | 127          | 1,31         | 188         | 1,93        |
| Total                    | Total                    | Total                    | Total                    | 9 684        | 100          | 9 751       | 100         |
| Abstention               | Abstention               | Abstention               | Abstention               | 25 963       | 72,83        | 25 910      | 72,66       |
| Inscrits / participation | Inscrits / participation | Inscrits / participation | Inscrits / participation | 35 647       | 27,17        | 35 661      | 27,33       |